# Rechtsausschuss (Europäisches Parlament)
Der Rechtsausschuss (englisch Committee on Legal Affairs, französisch Commission des affaires juridiques, kurz JURI) ist einer der zwanzig ständigen Ausschüsse des Europäischen Parlaments. Ausschussvorsitzender ist seit Juli 2024 İlhan Küçük (DPS/RE).
Der Ausschuss befasst sich mit der Auslegung und Anwendung des Völkerrechts und des Europarechts und der Übereinstimmung der Rechtsakte der Europäischen Union mit dem Primärrecht (also dem EU-Vertrag und EG-Vertrag, insbesondere mit der Wahl der Rechtsgrundlagen und dem Subsidiaritäts- und Verhältnismäßigkeitsprinzip). Er achtet auf eine möglichst einfache Kodifizierung des Gemeinschaftsrechts und wahrt die Rechte des Parlaments, etwa bei Klagen vor dem Europäischen Gerichtshof. Außerdem ist er unter anderem für die Rechtsetzung in den Bereichen Zivilrecht, Handelsrecht, Gesellschaftsrecht, geistiges Eigentum, und Verfahrensrecht und für die justizielle Zusammenarbeit in Zivilsachen (JZZ) zuständig. Er befasst sich mit den Statuten der Europaabgeordneten und des EU-Personals und ist zuständig für Fragen, die die politische Immunität der Europaabgeordneten betreffen. Außerdem pflegt er die Beziehungen des Europäischen Parlaments mit dem Harmonisierungsamt für den Binnenmarkt.
Das für Rechtsfragen zuständige Mitglied in der Europäischen Kommission ist der Kommissar für Justiz, Grundrechte und Bürgerschaft; Verwaltungs- und Personalfragen fallen in das Ressort des Kommissars für Verwaltung. Die zuständige Formation im Rat der EU ist der Rat für Justiz und Inneres.

## Vorsitzende (Auswahl)

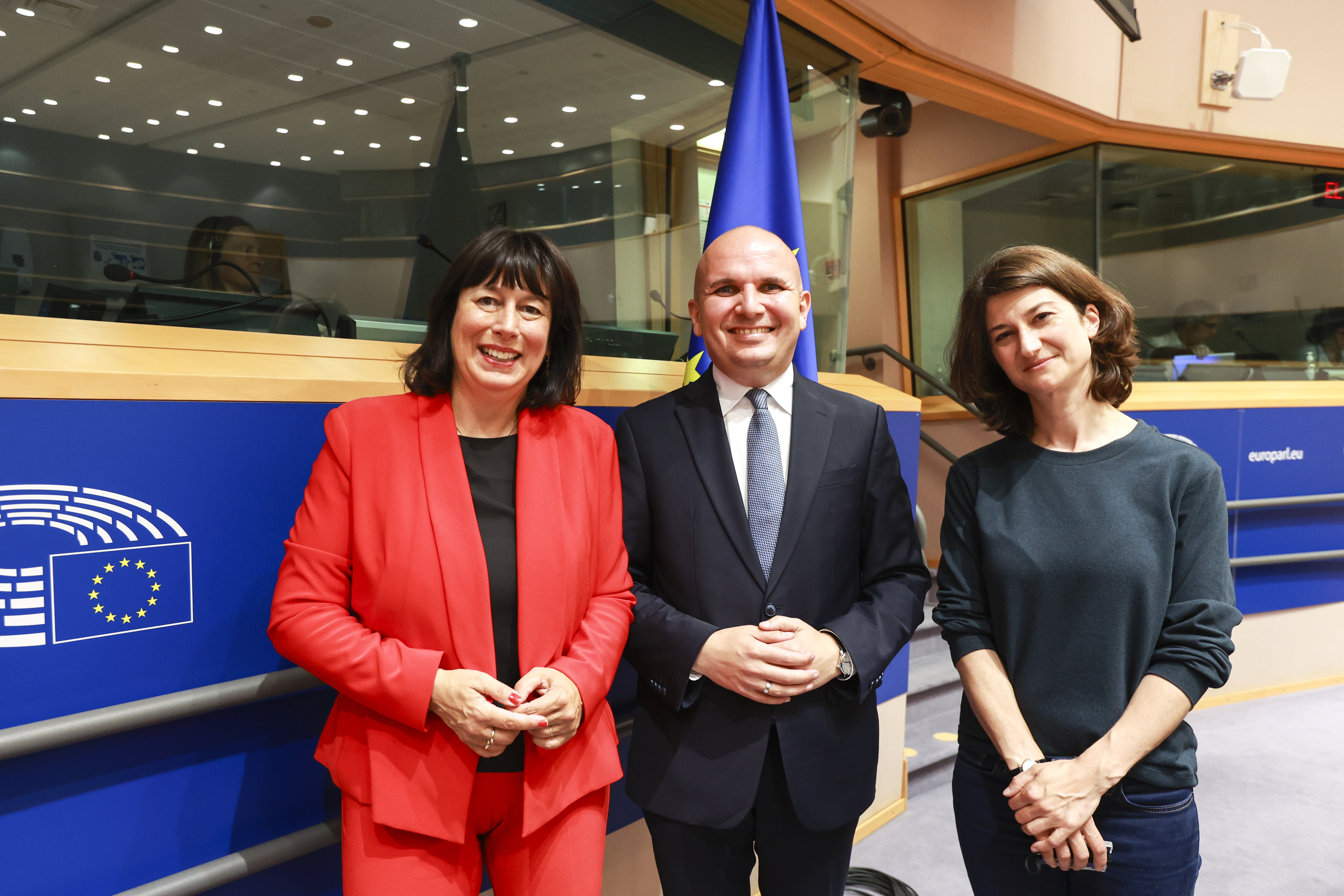
Ausschussvorsitzender İlhan Küçük (Mitte) mit Marion Walsmann (links) und Lara Wolters (rechts), zwei der vier stellvertretenden Vorsitzenden des Ausschusses der 10. Wahlperiode (2024–2029)

- 2009–2014: Klaus-Heiner Lehne (CDU/EVP)
- 2014–Juli 2019:  Pavel Svoboda (KDU-ČSL/EVP)
- Juli 2019–Januar 2020: Lucy Nethsingha (LibDem/RE)[2]
- Februar 2020–Juni 2024: Adrián Vázquez Lázara (Cs/RE)[3]
- Seit Juli 2024: İlhan Küçük (DPS/RE)[1]